# Apollo (vaisseau spatial)
 (signalé en juillet 2025).
Si vous disposez d'ouvrages ou d'articles de référence ou si vous connaissez des sites web de qualité traitant du thème abordé ici, merci de compléter l'article en donnant les références utiles à sa vérifiabilité et en les liant à la section « Notes et références ».
- Archive Wikiwix
- Bing
- Cairn
- DuckDuckGo
- E. Universalis
- Gallica
- Google
- G. Books
- G. News
- G. Scholar
- Persée
- Qwant
- (zh) Baidu
- (ru) Yandex
- (wd) trouver des œuvres sur Wikidata

Cet article court présente un sujet plus développé dans : Module de commande et de service Apollo et Module lunaire Apollo.
Pour les articles homonymes, voir Apollo.

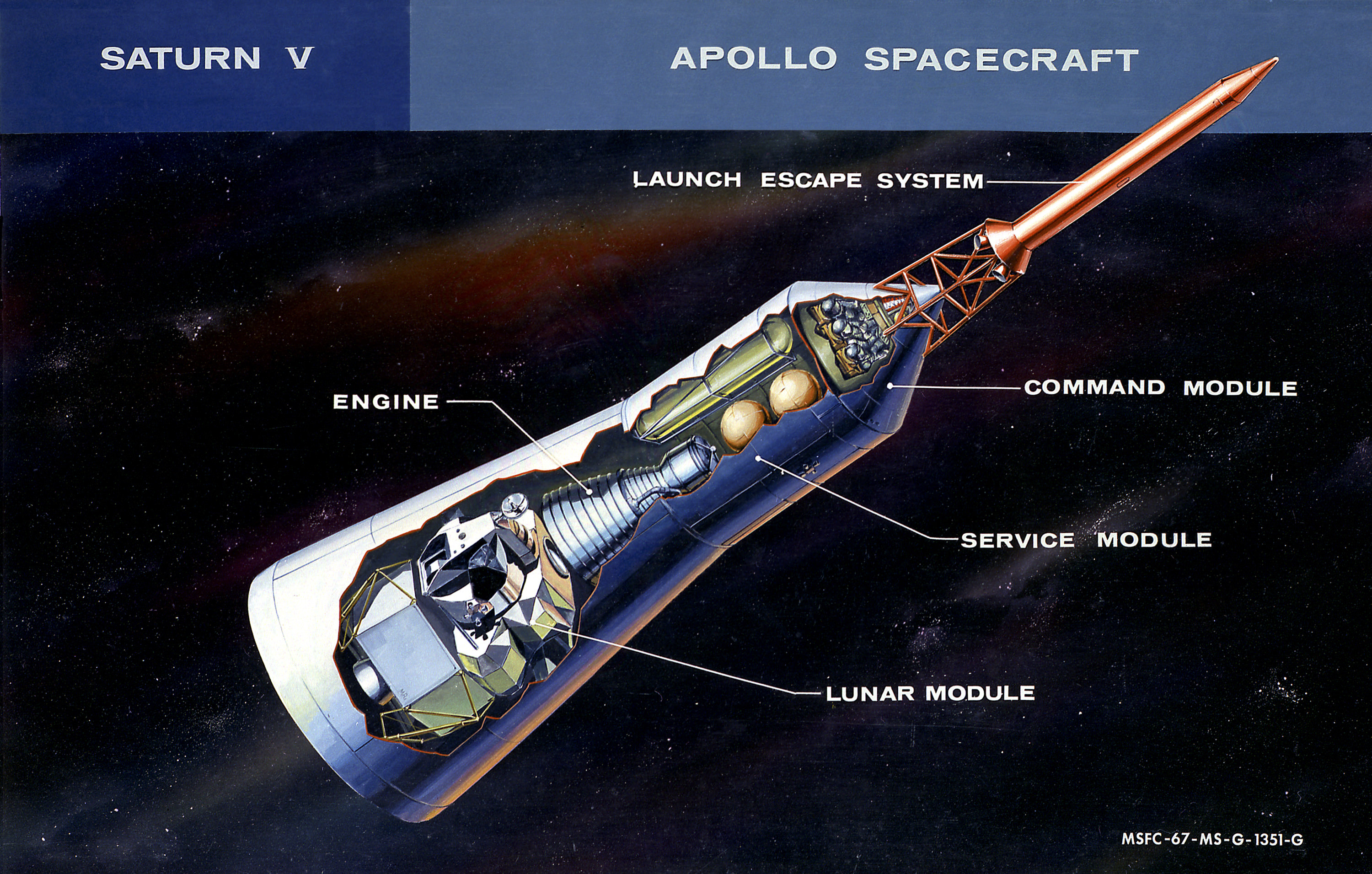
Vaisseau Apollo complet.

Le vaisseau spatial Apollo est un véhicule spatial américain mis au point par la National Aeronautics and Space Administration (NASA) pour ses missions habitées. Il est développé dans le cadre du programme Apollo consistant à poser des astronautes sur la Lune avant la fin des années 1960 et à les ramener en toute sécurité sur Terre.
Composé de trois parties pour atteindre l'objectif du programme, ce vaisseau spatial à usage unique est composé d'un module de commande et de service Apollo (CSM) combiné et d'un module lunaire Apollo (LM). Deux composants supplémentaires complètent l'ensemble lors des lancements : un adaptateur et une tour de sauvetage.